# Castelli della provincia di Reggio Emilia
Nella provincia di Reggio nell'Emilia, sia in pianura che nell'Appennino, sono presenti numerosi castelli a testimonianza dell'importanza della zona in età medievale.

## Area appenninica

### Caratteristiche architettoniche

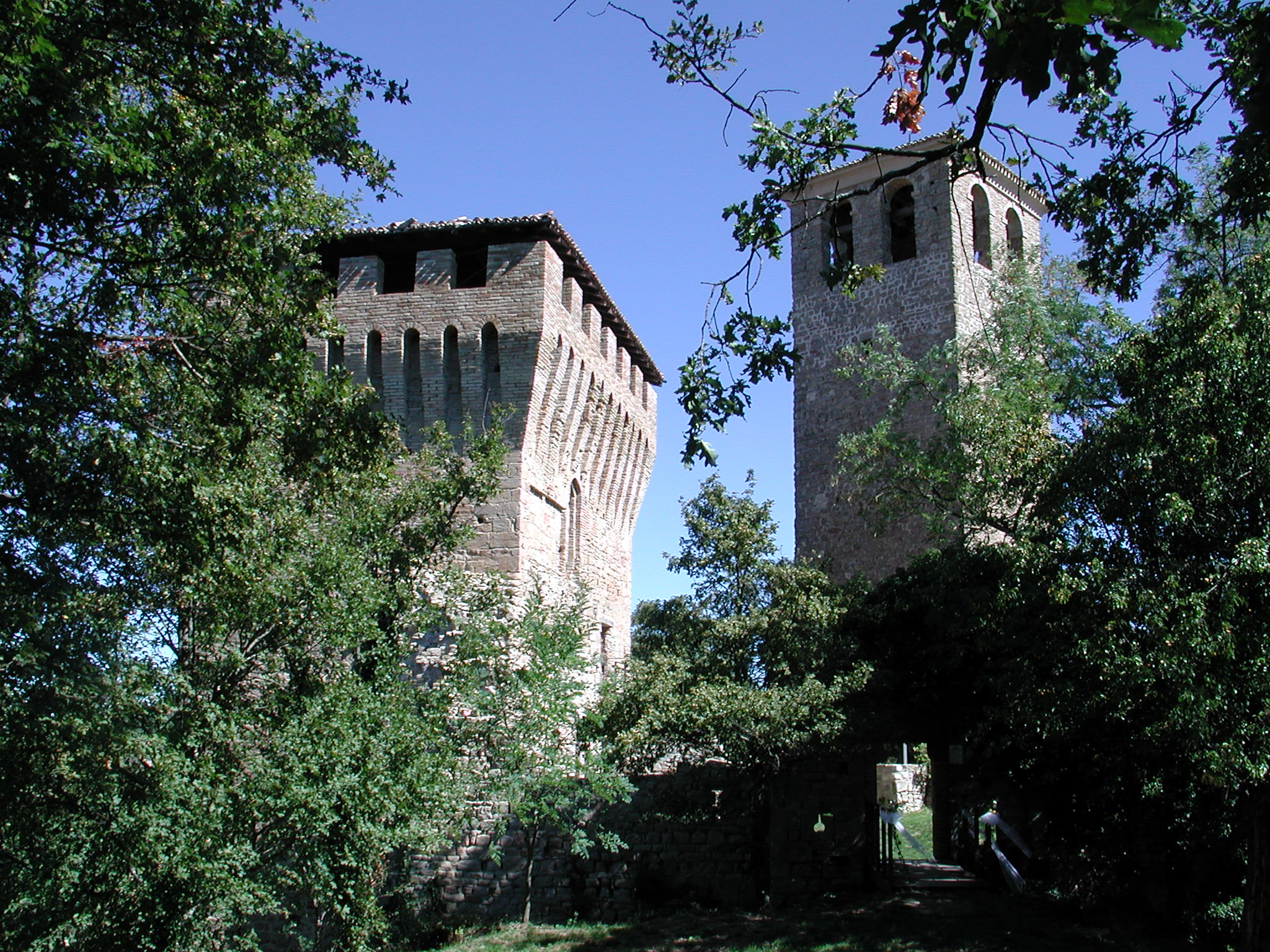
castello di Sarzano

Da un punto di vista distributivo il tipico castello appenninico è spesso difeso da più ordini di mura merlate (di solito tre) munito di torri e rivellini. Porte e postierle mettono in comunicazione i primi recinti col più interno più alto, ove è l'abitazione del signore, composta di locali angusti e scarsamente illuminati da feritoie che si aprono in muri di grande spessore.
Nel recinto interno si trova il cortile e, in un angolo, si può trovare la gran torre o cassero, ultima difesa del castello (come a Carpineti, Canossa, Dinazzano); a volte sul cortile si apre anche una piccola chiesa ad uso del castellano (Carpineti).
Al cortile interno si sale per un sentiero percorribile da animali, al coperto dagli eventuali colpi dei nemici; giunti nel cortile vi sono abbeveratoi per cavalli in pietra, piantati nel terreno (Castello di Canossa).
Numerose piccole torri per le vedette (guardiole) sono sparse sulle mura. Nelle basi delle torri principali si trovano buie e strette prigioni (Canossa, Carpineti). Il materiale usato per queste costruzioni è il calcare da taglio; i muri hanno spessore grande, sono tutti pieni, con largo barbacane e solidamente piantati nella roccia.

## Reggio Emilia
- Mura di Reggio Emilia

## Pianura
- Torrazzo di Bagnolo
- Corte di San Bernardino di Campagnola Emilia
- Palazzo dei Principi di Correggio
- Castello Guidotti di Fabbrico
- Palazzo Bentivoglio di Gualtieri
- Palazzo Gonzaga di Guastalla
- Rocca di Novellara a Novellara
- Rocca di Reggiolo
- Resti del Forte di Rubiera
- Corte Ospitale di Rubiera
- Rocca Estense di San Martino in Rio
- Castello di Montecchio Emilia
- Rocca di San Polo d'Enza
- Rocca di Scandiano
- Castello di Casalgrande
- Castello di Salvaterra
- Rocchetta di Castellarano
- Castello di Arceto di Arceto

## Collina
- Castello di Albinea

- Castello di Bianello a Quattro Castella
- Castello di Borzano
- Castello di Dinazzano

## Montagna
- Castello di Baiso
- Castello di Bebbio
- Castello di Canossa
- Castello delle Carpinete
- Castello di Castelnovo ne' Monti
- Resti del Castello di Debbia
- Torre di Felina
- Resti del Torrione di Gova
- Castello di Leguigno
- Resti del Castello di Mandra
- Resti della Rocca di Minozzo
- Castello di Rossena
- Torre di Rossenella[1]
- Castello di Sarzano
- Resti del Fortino dello Sparavalle
- Castello di Viano
- Torre dell'Amorotto